# 克察爾特南戈省
克察爾特南戈省 （西班牙語：Departamento de Quetzaltenango）是瓜地馬拉西部的一個省份。面積1,951平方公里，人口624,716人。首府克察尔特南戈。
1845年建省，下分二十四個自治市。
1. ↑  Citypopulation.de Population of departments in Guatemala